# Ce n'est que moi
Albums de Alain Chamfort
Personne n'est parfait
(1997) Le Plaisir
(2003)
Ce n'est que moi est une compilation d'Alain Chamfort. Publié pour la vente le 18 janvier 2000 chez Sony, après avoir été distribué en disque promotionnel cinq titres en 1999.
Cet album contient les titres phares du chanteur, ainsi qu'un inédit, Ça ne fait rien.

## Liste des titres

### Édition promotionnel
| No | Titre                                                        | Durée |
| -- | ------------------------------------------------------------ | ----- |
| 1. | Manureva (extrait de l'album Poses)                          | 4:38  |
| 2. | Traces de toi (extrait de l'album Tendres fièvres)           | 4:21  |
| 3. | Clara veut la lune (extrait de l'album Neuf)                 | 4:08  |
| 4. | Bambou (extrait de l'album Amour, année zéro)                | 4:04  |
| 5. | Ce n'est que moi (extrait de l'album Personne n'est parfait) | 4:08  |

### Édition commerce
| No  | Titre                                                             | Durée |
| --- | ----------------------------------------------------------------- | ----- |
| 1.  | Ce n'est que moi (extrait de l'album Personne n'est parfait)      | 4:08  |
| 2.  | Joujou à la casse (extrait de l'album Rock'n rose)                | 4:13  |
| 3.  | Baby Lou (extrait de l'album Rock'n rose)                         | 3:41  |
| 4.  | Manureva (extrait de l'album Poses)                               | 4:38  |
| 5.  | Palais royal (extrait de l'album Poses)                           | 3:51  |
| 6.  | Géant (extrait de l'album Poses)                                  | 4:10  |
| 7.  | Bambou (extrait de l'album Amour année zéro)                      | 4:04  |
| 8.  | Chasseur d'ivoire (extrait de l'album Amour année zéro)           | 5:17  |
| 9.  | Paradis (extrait de l'album Amour année zéro)                     | 4:07  |
| 10. | Malaise en Malaisie (extrait de l'album Amour année zéro)         | 4:04  |
| 11. | Bons baisers d'ici (extrait de l'album Secrets glacés)            | 3:22  |
| 12. | La fièvre dans le sang (extrait de l'album Tendres fièvres)       | 4:10  |
| 13. | Traces de toi (extrait de l'album Tendres fièvres)                | 4:21  |
| 14. | Souris puisque c'est grave (extrait de l'album Trouble)           | 3:44  |
| 15. | L'ennemi dans la glace (extrait de l'album Neuf)                  | 3:53  |
| 16. | Clara veut la lune (extrait de l'album Neuf)                      | 4:08  |
| 17. | Vu du ciel (extrait de l'album collectif Entre sourire et larmes) | 4:06  |
| 18. | Les majorettes (extrait de l'album Personne n'est parfait)        | 3:52  |
| 19. | Ça ne fait rien (inédit)                                          | 3:47  |

## Classements hebdomadaires
| Classement (2000)            | Meilleure place |
| ---------------------------- | --------------- |
| France (SNEP Compilations)   | 10              |
| Belgique (Wallonie Ultratop) | 13              |